# Boucherius spinosus
Boucherius spinosus är en rundmaskart. Boucherius spinosus ingår i släktet Boucherius, och familjen Meyliidae. Arten är reproducerande i Sverige.